# Siegfried Jerusalem
Siegfried Jerusalem (Oberhausen, 17 de abril de 1940) es un tenor alemán asociado con papeles wagnerianos y straussianos, preferentemente como Siegfried, Siegmund, Lohengrin, Parsifal y Tristan así como el Tamino y Idomeneo mozartianos y Fidelio de Beethoven. En la actualidad no está en activo y es profesor de canto.
Como recitalista se destaca en Lieder de Strauss, Mahler y Schumann y al igual que su inmediato predecesor René Kollo sobresalió como intérprete de opereta.
Estudió violín y piano en la Folkwangschule de Essen. En 1975 el tenor Franco Bonisolli abandonó de la producción televisiva de la opereta El barón gitano, Jerusalem lo sustituyó con gran éxito e inició una carrera internacional.
Tenor wagneriano por excelencia en los años ochenta y noventa, desarrolló una importante carrera en el Festival de Bayreuth, donde cantó ininterrumpidamente entre 1977 y 1999 (salvo en 1998), un total de veintiuna temporadas. Debutó en 1977 como Joven marinero en Tristan und Isolde y Froh en la producción del centenario de El Anillo del Nibelungo de Patrice Chéreau dirigida por Pierre Boulez que se había estrenado un año antes. En 1979 cantó los papeles protagonistas de Parsifal (1979, 1980, 1982 y 1987-1988) y Lohengrin (1979-1980). Después cantó Walther von Stolzing de Los Maestros Cantores de Nuremberg (1981-1984 y 1986) y Siegmund en La valquiria (1983-1986, el primer año dirigida por Georg Solti). Fueron muy destacadas sus interpretaciones de Siegfried en El Anillo del Nibelungo dirigido por Daniel Barenboim en producción de Harry Kupfer (1988-1992) y de Tristán en Tristan und Isolde, en producción de Heiner Müller bajo la batuta del mismo director, haciendo pareja con Waltraud Meier (1993-1997 y 1999). Cantó también el papel de Loge en El Anillo del Nibelungo dirigido por James Levine (1994-1997).
En 1980 debutó en el Metropolitan Opera como Lohengrin, retornando en 1989 como Loge e Idomeneo y en la versión completa de El Anillo del Nibelungo dirigida por James Levine. En 1992 fue Eisenstein en Die Fledermaus y Parsifal. Sus últimas actuaciones en ese teatro fueron como tenor de carácter, interpretandoEgisto en Elektra (2002) y Herodes en Salomé (2004)
En 1996 debutó en el Teatro Colón de Buenos Aires como Siegmund en la Walkyria junto a Anne Evans, Kurt Moll y James Morris.
En 1997 fue condecorado con la Orden al Mérito de la República Federal Alemana.
Actualmente tiene una cátedra en la Escuela de Música de Núremberg.

## Discografía de referencia
- Beethoven: Fidelio / Masur
- Goldmark: Queen Of Sheba / Fischer, Hungarian State Opera
- Haydn: The Seasons / Marriner
- J. Strauss Jr.: Der Zigeunerbaron / Brendel
- Korngold: Violanta / Janowski
- Lehár: Das Land Des Lächelns / Boskovsky
- Liszt: Faust Symphony, Dante Symphony / Solti
- Mahler: Das Lied von der Erde / Levine
- Mozart: Die Zauberflöte / Haitink
- Smetana: Die Verkaufte Braut / Fischer (DVD)
- Strauss: Elektra / Giuseppe Sinopoli
- Strauss: Orchestral Songs / Masur
- Wagner: Das Rheingold / Boulez (DVD Bayreuth)
- Wagner: Der Ring Des Nibelungen / Barenboim (DVD Bayreuth)
- Wagner: Der Ring Des Nibelungen / Bernard Haitink
- Wagner: Der Ring Des Nibelungen / Levine, Metropolitan Opera (DVD Met)
- Wagner: Die Meistersinger Von Nürnberg / Stein (DVD Bayreuth)
- Wagner: Lohengrin / Claudio Abbado
- Wagner: Die Walküre / Janowski
- Wagner: Parsifal / Barenboim, Berliner Philharmoniker
- Wagner: Parsifal / Levine (DVD Met)
- Wagner: Parsifal / Jerusalem, Randova, Stein (DVD Bayreuth)
- Wagner: Tristan Und Isolde / Barenboim
- Wagner: Tristan und Isolde /Barenboim (DVD Bayreuth)